# Balance des blancs
Pour les articles homonymes, voir balance.

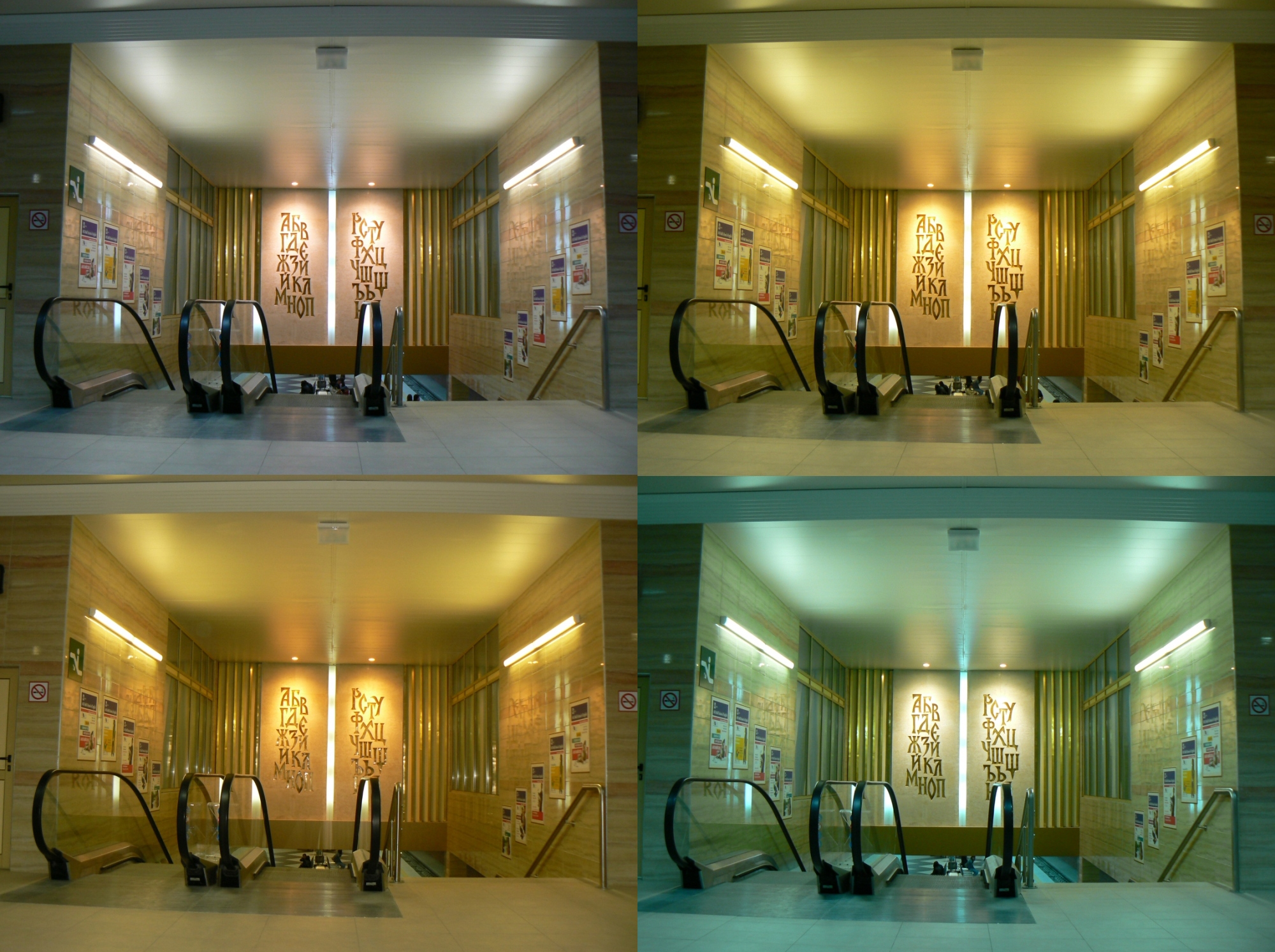
Ces quatre images de la station de métro de l'université de Sofia illustrent différents réglages de la balance des blancs. De gauche à droite et de haut en bas, ces réglages sont les suivants : automatique, lumière du jour, flash et éclairage tungstène.

La balance des blancs est un réglage qui permet, sur un appareil de prise de vues électronique, d'adapter la dominante de couleur à l'éclairage.
Les appareils proposent des réglages prédéfinis pour les illuminants normalisés. Pour affiner, on présente devant l'appareil et dans la lumière principale une surface reconnue comme blanche. L'opérateur agit sur la pondération des signaux de couleur issus du capteur, pour amener l'image de cette surface à une couleur blanche. Souvent, un bouton poussoir permet de réaliser cet équilibrage automatiquement. Cette opération est à refaire chaque fois que l'on change de conditions d'éclairage.
Un appareil photographique numérique ou un caméscope peut le plus souvent effectuer une balance automatique à partir de l'analyse de la scène. L'enregistrement d'un fichier RAW permet de reporter sans dommage à plus tard le réglage définitif de la balance des blancs.

## Généralités
Le spectre  de la lumière issue d'un objet éclairé, qui détermine l'influx nerveux issu de la rétine, varie largement selon celui de l'éclairage, et pourtant, la couleur que l'être humain perçoit ne varie pas. Cette propriété de la vision des couleurs s'appelle la constance de couleur. Les capteurs des appareils photographiques réagissent selon le spectre de la lumière qui leur parvient. Une surface blanche éclairée par une lumière orangée ne produit pas le même signal que si elle est illuminée en bleu. Il faut pourtant que l'image enregistrée témoigne de sa couleur blanche.
En photographie argentique, on règle l'équilibre des couleurs avec des filtres. En photographie électronique, on joue sur les gains relatifs des canaux de couleur.
Les appareils comportent souvent des réglages par défaut pour des illuminants normalisés : « lumière du jour », incandescence et quelquefois tube fluorescent. Il peut subsister des différences, particulièrement visibles sur les surfaces peu colorées et de luminosité moyenne. Le réglage manuel ou automatique sur une surface blanche permet d'ajuster le résultat à l'éclairage.

## Théorie
Les capteurs des appareils de prise de vue électroniques sont sensibles à tout le spectre visible. Pour produire une image en couleurs, les capteurs sont associés à des filtres de sélection de couleur, rouge, vert et bleu. La sensibilité spectrale de l'association filtre-capteur n'a pas de rapport avec celle des cônes de la rétine, qui permettent la vision en couleurs. En conséquence, des rayonnements métamères, c'est-à-dire que la vision humaine perçoit comme identiques, pourraient donner un signal différent, et réciproquement. Les filtres sont choisis pour que ces confusions ne perturbent pas la reconstruction de l'image, tout en autorisant un faible bruit et une bonne sensibilité. Les appareils électroniques produisent une image en couleurs dans des domaines de vision où l'œil humain ne voit qu'en gris. L'appareil de prise de vues donne en sortie de capteur une description colorimétrique trichrome dans un espace de couleur propre à son capteur.
Le passage de l'espace de couleur de l'appareil à celui d'examen des images, sRGB le plus souvent, devrait, en toute rigueur, se faire à partir du modèle d'apparence de couleur CIECAM02 ; en pratique, on applique une matrice de conversion linéaire, beaucoup plus simple. Cette matrice doit être modifiée pour tenir compte de l'illuminant, en multipliant chacune des composantes par le rapport entre les coordonnées chromatiques de l'illuminant de la scène et celui de l'espace d'arrivée (en général, D65).
Le réglage peut s'effectuer en plaçant dans la lumière une mire de couleurs. On règle les gains de chaque canal pour que les points qui représentent chaque plage sur un oscilloscope en mode vecteurscope tombent sur des repères. Si la mire ne comprend que des gris, on annule les signaux de différence de couleur. Le plus souvent, la mire est une simple feuille blanche, et un poussoir déclenche l'équilibrage automatique des canaux de couleur. Un appareil peut aussi laisser l'opérateur désigner, par un curseur sur l'écran de contrôle, une zone de l'image qui doit être blanche.

### La balance des blancs automatique
De nombreux appareils proposent une balance des blancs automatique, par l'analyse des scènes photographiées. Pour y parvenir, les algorithmes partent d'un certain nombre d'hypothèses vraisemblables. Ils supposent, en premier lieu, qu'une lumière unique baigne la scène. Une stratégie consiste ensuite à rechercher la plage de quelque étendue qui a la plus forte luminance, et à supposer qu'il s'agit d'une plage blanche. Une autre part de l'idée qu'en moyenne, l'image est grise, une fois qu'on a éliminé les pixels les plus colorés. Une troisième essaie au contraire de déterminer l'illuminant à partir des colorations les plus extrêmes. D'autres méthodes, considérablement plus complexes, analysent des segments d'image. Les modèles qu'utilisent effectivement les appareils ne sont pas publiés.

## Pratique
La balance des blancs automatique paraît souvent convenable quand on regarde une vue isolée. Quand plusieurs appareils photographient la même scène, comme dans le cas d'un enregistrement multicaméras, la comparaison entre images peut montrer des différences gênantes. Les écarts sont visibles sur les surfaces peu colorées. Un objet est gris-bleu sur un appareil, marron-gris sur l'autre ; un teint de peau varie. L'ingénieur de la vision est chargé de régler la balance des blancs.
On peut délibérément opter pour une balance des blancs non neutre pour tendre vers des tons plus chauds ou plus froids ; dans le cas d'un appareil à balance des blancs automatique, il faut alors tromper l'appareil de prise de vue en lui présentant une surface non blanche. L'image aura une dominante de la couleur complémentaire. Un papier légèrement teinté en bleu, donnera une tendance générale plus orangée ; la peau de la main, des teintes légèrement bleutées. 
Le format de fichier photographique RAW enregistre séparément les valeurs relevées sur les capteurs et le réglage de la balance des blancs. On peut modifier celui-ci facilement et sans dommage après coup sur un logiciel adapté, profitant de toute la précision du signal relevé sur les capteurs. Sur des fichiers prévus pour l'affichage et l'impression, les calculs avec leurs arrondis ont déjà été effectués. L'échelle des valeurs n'est plus linéaire, mais adaptée à la correction gamma des écrans. Pour un fichier JPEG, la compression de données a supprimé des informations dont le rendu est imperceptible sur l'image, mais qui pourraient être nécessaires à un autre réglage. Des corrections de balance des blancs peuvent engendrer des défauts visibles.

## Pour approfondir